# Província de São Pedro do Rio Grande do Sul
A Província de São Pedro do Rio Grande do Sul foi uma das províncias do Império do Brasil, tendo sido criada em 28 de fevereiro de 1821 a partir da Capitania de São Pedro do Rio Grande do Sul (1807 — 1821). 
Entre 1835 e 1845 seu território foi objeto de cisão pela República Rio-Grandense, voltando a integralizar-se com a paz. Teve os limites territoriais acertados com o Uruguai em 1850. Com a proclamação da República brasileira em 15 de novembro de 1889, viria a se tornar o atual estado do Rio Grande do Sul.

## Demografia

### Rendaper capita
Renda per capita dos municípios da província de São Pedro do Rio Grande do Sul em mil réis - ano de 1872:
| Município                    | Renda em mil réis |
| ---------------------------- | ----------------- |
| Pelotas                      | 212,83            |
| Porto Alegre                 | 207,62            |
| Rio Grande                   | 200,21            |
| Canguçu                      | 183,49            |
| Bagé                         | 177,32            |
| São Leopoldo                 | 168,73            |
| Triunfo                      | 166,32            |
| Conceição do Arroio          | 161,58            |
| Alegrete                     | 154,12            |
| Caçapava                     | 152,65            |
| Camaquã                      | 151,29            |
| Jaguarão                     | 150,32            |
| Itaqui                       | 147,70            |
| São José do Norte            | 146,58            |
| Rio Pardo                    | 142,28            |
| Uruguaiana                   | 141,57            |
| Santa Maria da Boca do Monte | 140,09            |
| Taquari                      | 138,95            |
| Santo Antônio da Patrulha    | 138,63            |
| Passo Fundo                  | 138,55            |
| Piratini                     | 133,52            |
| Cachoeira                    | 132,90            |
| Encruzilhada                 | 124,56            |
| Santana do Livramento        | 123,82            |
| Cruz Alta                    | 123,35            |
| São Gabriel                  | 116,85            |
| São Borja                    | 77,14             |
| São Jerônimo                 | 41,71             |